# Edvin Skrt
Edvin Skrt, slovenski diplomat, * 15. februar 1972, Šempeter pri Gorici 
Skrt je nekdanji veleposlanik Republike Slovenije v Kopenhagnu, ki poleg Danske pokriva še Islandijo, Norveško, Švedsko in Finsko.

## Izobraževanje
Edvin Skrt je diplomiral iz političnih znanosti na Fakulteti za družbene vede Univerze v Ljubljani. Za svoje diplomsko delo je prejel nagrado Prešernovega sklada.

## Diplomacija
Leta 1993 se je zaposlil na Ministrstvu za zunanje zadeve Republike Slovenije. Leta 2001 je postal vodja Oddelka za privilegije in imunitete v Diplomatskem protokolu ministrstva, nakar se je leta 2003 za pet let preselil na Slovaško, kjer je na tamkajšnji slovenski ambasadi opravljal funkcijo prvega sekretarja in svetovalca. Po vrnitvi v domovino je deloval v projektni skupini za predsedovanje Odboru ministrov Sveta Evrope, med letoma 2010 in 2012 pa postal začasni odpravnik poslov veleposlanika na slovenskem veleposlaništvu v Braziliji. Leta 2012 je za nekaj mesecev prevzel še začasno odpravniško delo na veleposlaništvu na Irskem, nato pa do leta 2013 na ministstvu deloval kot vodja na oddelku za Združene države Amerike in Kanado v sektorju za Ameriki in Karibe.
Od leta 2013 do imenovanja na mesto veleposlanika na Danskem je opravljal funkcijo svetovalca za bilateralne odnose in zadeve Evropske unije v kabinetu zunanjega ministra Karla Erjavca.

#### Veleposlanik na Danskem
Leta 2018 je postal veleposlanik Republike Slovenije v Kopenhagnu, ki pokriva še Islandijo, Norveško, Švedsko in Finsko. (do 2022). Prvo poverilno pismo je 21. septembra 2018 predal danski kraljici Margareti II. Danski, 25. oktobra 2018 ga je predal finskemu predsedniku Sauliju Niinistöju, 13. decembra 2018 norveškemu kralju Haraldu V., švedskemu kralju Karlu XVI. Gustavu 21. februarja 2019 in nazadnje islandskemu predsedniku Guðniju Thorlaciusu Jóhannessonu 27. februarja 2019.
Generalni direktor direktorata za razvojno sodelovanje in humanitarno pomoč
Po vrnitvi iz Københavna je v slovenskem zunanjem ministrstvu zasedel mesto generalnega direktorja direktorata za razvojno sodelovanje in humanitarno pomoč. 

## Zasebno
Tekoče govori angleško in slovaško, razume pa tudi italijansko, portugalsko, srbsko in hrvaško. Z partnerko Klavdijo Petrica ima hčerko Evo, rojeno leta 2006.